# Paulo César Tinga
Paulo César Tinga (pravo ime Paulo César Fonseca do Nascimento, znan tudi le kot Tinga), brazilski nogometaš, * 13. januar 1978, Porto Alegre, Brazilija.
Za brazilsko reprezentanco je odigral štiri uradne tekme.